# Tour de Dordogne
A Volta a Dordonha é uma corrida de ciclismo por etapas francesa disputada ao mês de junho no departamento da Dordonha. Organizada pat a ASPTT Périgueux, faz parte do calendário elite nacional da Federação Francesa de Ciclismo.

## Palmarés
| Ano                      | Ganhador                 | Segundo                  | Terceiro            |
| ------------------------ | ------------------------ | ------------------------ | ------------------- |
| Tour Nord de la Dordogne |                          |                          |                     |
| 1987                     | Jean-Luc Besse           | Pascal Delestage         | Jean-Paul Audebert  |
| 1988                     | Yves Brusson             | Christophe Lanxade       | P. Dewever          |
| 1989                     | Stéphane Lietron         | J. Descoins              | Blaise Chauvière    |
| Tour de la Dordogne      |                          |                          |                     |
| 1990                     | Hristo Zaikov            | Gilles Bouvard           | Denis Pelizzari     |
| 1991                     | Thierry Ferrer           | Xavier Jan               | Lylian Lebreton     |
| 1992                     | Pascal Badin             | René Taillandier         | Didier Rous         |
| 1993                     | Pascal Peyramaure        | Laurent Roux             | Pascal Berger       |
| 1994                     | Denis Leproux            | Francis Bareille         | Martin Slanik       |
| 1995                     | Christophe Rinero        | David Moncoutié          | Mickaël Pichon      |
| 1996                     | Frédéric Delalande       | Guillaume Destang        | David Moncoutié     |
| 1997                     | Denis Leproux            | Sylvain Bolay            | Pascal Peyramaure   |
| 1998                     | Pascal Pofilet           | Éric Drubay              | Frédéric Morel      |
| 1999                     | Igor Pavlov              | James Canevet            | Cyril Bos           |
| 2000                     | Gilles Canouet           | Raphaël Ruffinoni        | Jonathan Dayus      |
| 2001                     | Stéphan Ravaleu          | Sébastien Bordees        | Jonathan Dayus      |
| 2002                     | Christophe Thébault      | Matti Helminen           | Frédéric Delalande  |
| 2003                     | Yvan Sartis              | Arnaud Labbe             | Freddy Ravaleu      |
| 2004                     | Denis Robin              | Gilles Canouet           | Florent Aubier      |
| 2005                     | Benoît Luminet           | Yvan Rynakov             | Aivaras Baranauskas |
| 2006                     | Maxim Gourov             | Nicolas Reynaud          | Paweł Wachnik       |
| 2007                     | Julien Simon             | Sébastien Fournet-Fayard | Benoît Luminet      |
| 2008                     | Franck Charrier          | Johan Mombaerts          | Gaylord Cumont      |
| 2009                     | Jean Mespoulède          | Arnaud Courteille        | Yannick Martinez    |
| 2010                     | anulado                  | anulado                  | anulado             |
| 2011                     | Angélo Tulik             | Mickael Olejnik          | Matthieu Jeannès    |
| 2012                     | Thomas Rostollan         | Jérôme Mainard           | Guillermo Lana      |
| 2013.                    | Pierre-Henri Lecuisinier | Sébastien Fournet-Fayard | François Bidard     |
| 2014                     | anulado                  | anulado                  | anulado             |
| 2015.                    | Luc Tellier              | Stéphane Poulhiès        | Samuel Plouhinec    |
| 2016                     | Paul Ourselin            | Romain Campistrous       | Guillaume Gorra     |
| 2017                     | anulado                  | anulado                  | anulado             |